# Олексій I Великий Комнін
Олексій I Великий Комнін (1181/1182 — 1 лютого 1222) — засновник і 1-й імператор Трапезундської імперії в 1204—1222 роках.

## Життєпис

### Молоді роки
Походив з династії Комнінів. Старший син Мануїла Комніна, себастократора, і онук імператора Андроніка I. Народився у 1181 або 1182 році в Константинополі. 1185 року в Константинополі відбулося повстання на чолі з Ангелами, внаслідок чого дід і батько Олексія були страчені. Олексія і його брата Давида таємно вивезли до Грузії до їхньої вуйни — цариці Тамари.
Едуард Гіббон припускав, що брати були призначені новим імператором Ісааком II дуксами Трапезунда, а коли Четвертий хрестовий похід завершився падінням Константинополя, Олексій оголосив себе там імператором. За іншою версією Олексій перебував при грузинському дворі до 1204 року, коли Константинополь було захоплено хрестоносцями.
Ще перед тим грузинська цариця Тамара Велика зайняла усю фему Халдію, яку того ж року передала Олексію Комніну. Той мав намір рушити на Константинополь та повалити династію Ангелів. Невдовзі після захоплення Трапезунду отримав звістку про падіння Константинополя.

### Імператор
Невдовзі Олексій оголосив себе імператором з претензією на усі володіння колишньої візантійської імперії в Азії. Протягом наступних місяців його брат Давид захопив Понта і Пафлагонію. Він пройшов уздовж узбережжя, захопивши Керасунт, Сіде, Амастриду і Гераклею Понтійську, а Олексій I — Лімнію, Амісос і Сінопу. Це дало братам важливий плацдарм для подальшого протистояння з Нікейською імперією.
У 1205 році Трапезунд зазнав атаки румського султана Кей-Хосров I, що був союзником Феодора I Ласкариса, імператора Нікеї. Втім напад вдалося відбити. Того ж року трапезундський флот встановив владу над півднем Кримського півострова, де було утворено фему Ператею. З огляду на небезпеку з боку Нікейської імперії та Румського султанату Олексій I уклав союз з Латинською імперією. У 1207 році за підтримки останньої спробував захопив важливе місто Нікомедію, проте невдало.
У 1208 році нікейське військо Ласкариса взяло в облогу місто Гераклея Понтійська. На допомогу Великим Комнінам прийшов латинський імператор Генріх I, який раптовим ударом захопив Нікомедію. Війська Нікеї відступили від Гераклеї. Втім вже у 1214 році Олексій I зіткнувся з наступом Румського султанату. У жовтні того ж року його під час полювання захоплено сельджуками. В результаті останнім на вимогу здалося важливе місто Синопа, а Трапезундський імператор визнав зверхність султана. Після цього імператорові було дозволено сісти на корабель і відплисти до Трапезунда. Це істотно послабило імперію. Того ж року скориставшись такими обставинами рід Гаврасів захопив владу в Криму.
Останні роки Олексій I провів у спробі відновити потугу своєї держави. Помер 1222 року. Йому спадкував зять Андронік I Гід.

## Родина
Дружина — Феодора, донька Іоанна Аксуха Комніна
Діти:
- Іоанн (д/н—1238)
- Мануїл (1218—1263)
- донька, дружина Андроніка Гіда